# Alfredo Pinto
Alfredo Pinto Vieira de Melo (Caruaru, 20 de junho de 1863 — Rio de Janeiro, 8 de julho de 1923) foi um jurista brasileiro.

## Biografia

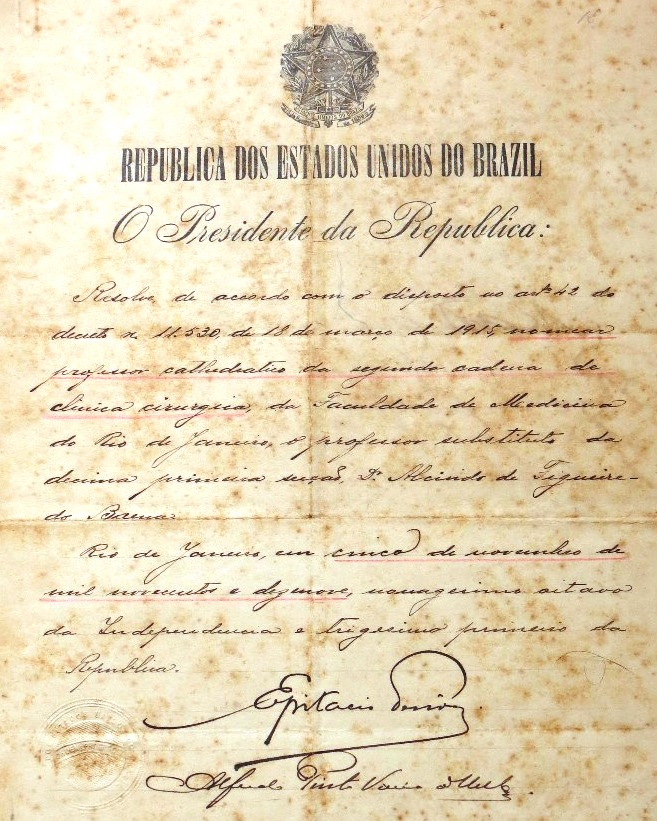
Um ato em que assinou como ministro de estado no governo de Epitácio Pessoa.

Foi bacharel em Ciências Jurídicas e Sociais pela Faculdade de Direito do Recife, em 1886 .
Foi ministro da Justiça e Negócios Interiores no Governo de Epitácio Pessoa, de 28 de julho de 1919 a 3 de setembro de 1921. Foi também ministro interino da Guerra, de 28 de julho a 3 de outubro de 1919.
Foi Chefe de Polícia do Rio de Janeiro no governo Afonso Pena.
Exerceu, ainda, diversos cargos na administração pública:
- Chefe de Polícia do Estado de Minas Gerais [5]
- Presidente do Instituto da Ordem dos Advogados do Brasil [5]
- Chefe de Polícia do Rio de Janeiro [6]
- Professor da Faculdade Livre de Ciências Jurídicas do Rio de Janeiro [6]

Também atuou na política, tendo sido Deputado Federal . Pertence a ele o projeto de criação da carteira de identidade.
Foi nomeado ministro do Supremo Tribunal Federal , por decreto de 23 de agosto de 1921, na vaga de Pedro Lessa, tendo sido empossado em 21 de setembro do mesmo ano.
Foi sepultado no Cemitério São João Batista.